# East Ham

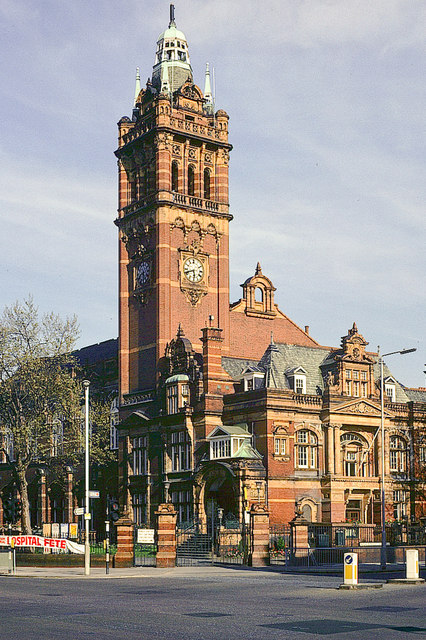
East Hams stadshus och bibliotek, som nu hyser Newhams förvaltning.

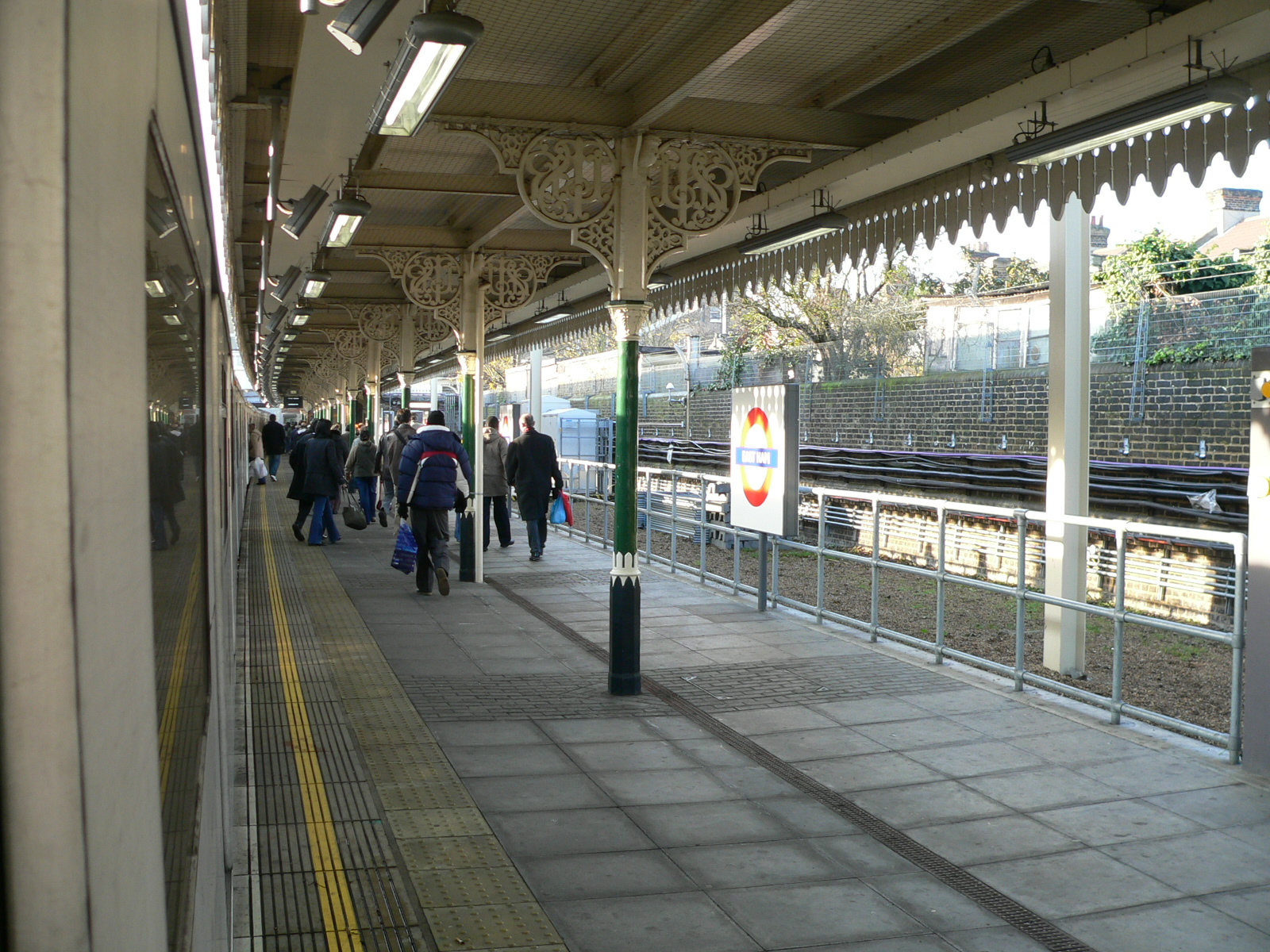
East Ham tunnelbanestation, District line samt från 1990 även Hammersmith & City line trafikerar stationen.

East Ham är en stadsdel (district) i London. Sedan 1965 utgör det den östra delen av kommunen (London borough) London Borough of Newham. East Ham ligger ca 12,8 km öster om Charing Cross och hade 76,186 invånare (2011).
Orten fick järnvägsförbindelse 1859 och tunnelbana 1902 (District line), och utvecklades därför snabbt från en utspridd by. En stor del av bebyggelsen härrör från denna period. East Ham är även namnet på valkretsen till underhuset i Storbritanniens parlament, den nuvarande parlamentsledamoten (2012) är Stephen Timms.